# Флавер-Гілл (Нью-Йорк)
Флавер-Гілл (англ. Flower Hill) — селище (англ. village) в США, в окрузі Нассау штату Нью-Йорк. Населення — 4794 особи (2020).

## Географія
Флавер-Гілл розташований за координатами 40°48′27″ пн. ш. 73°40′32″ зх. д. / 40.80750° пн. ш. 73.67556° зх. д. (40.807537, -73.675607).  За даними Бюро перепису населення США в 2010 році селище мало площу 4,19 км², уся площа — суходіл.

## Демографія
Згідно з переписом 2010 року, у селищі мешкало 4665 осіб у 1473 домогосподарствах у складі 1287 родин. Густота населення становила 1113 осіб/км².  Було 1523 помешкання (363/км²).
Расовий склад населення:
| - 82,8 % — білих - 12,7 % — азіатів - 0,7 % — чорних або афроамериканців - 1,4 % — осіб інших рас |

До двох чи більше рас належало 2,4 %. Частка іспаномовних становила 5,8 % від усіх жителів.
За віковим діапазоном населення розподілялося таким чином: 28,7 % — особи молодші 18 років, 55,9 % — особи у віці 18—64 років, 15,4 % — особи у віці 65 років та старші. Медіана віку мешканця становила 42,5 року. На 100 осіб жіночої статі у селищі припадало 95,7 чоловіків;  на 100 жінок у віці від 18 років та старших — 93,9 чоловіків також старших 18 років.
Середній дохід на одне домашнє господарство  становив 273 321 долар США (медіана — 208 424), а середній дохід на одну сім'ю — 300 447 доларів (медіана — 242 188). За межею бідності перебувало 8,0 % осіб, у тому числі 11,2 % дітей у віці до 18 років та 9,4 % осіб у віці 65 років та старших.
Цивільне працевлаштоване населення становило 1918 осіб. Основні галузі зайнятості: освіта, охорона здоров'я та соціальна допомога — 21,9 %, науковці, спеціалісти, менеджери — 20,2 %, фінанси, страхування та нерухомість — 16,1 %.